# 神祕湖細辛
神祕湖細辛（学名：Asarum villisepalum）是马兜铃科细辛属的植物，是台灣的特有植物。分布于台灣的宜蘭縣、花蓮縣等地，生长于海拔1300米左右的地区，多生长于闊葉林林下阴湿地和水边岩石上，常與蘚苔、蕨類混生。

## 型態
多年生草本；一年生的小枝基部會帶有兩枚芽葉。

### 葉
葉片三角形至長橢圓形或卵形，長10~14公分，寬7~13公分，邊緣常波浪狀，葉片質地紙質至薄革質，基部心形，葉先端漸尖或銳尖；上表片通常深綠色，具雲斑(白斑)或龜甲紋，光滑無毛，下表面多數灰綠色但也有紫色的個體。

### 花
花單生，深紅褐色，腋生，伏臥於地面；花被筒倒圓錐狀，長10~14公厘，基部寬約7~8公厘，先端寬約11~14公厘；花萼裂片三枚，開展程度不同，通常不具有波緣，三角形至卵形，上表面密佈白色短毛；花被筒開口直徑小於8公厘；孔環約1公厘；雄蕊12枚成兩輪排列，花絲短，花藥朝外開裂，長約1.5公；子房每室具胚珠8枚

## 分布
神祕湖細辛主要是生長在南澳鄉神祕湖周邊的山區和花蓮的和平林道，生長於約1000公尺~1500公尺之間

## 近源種
Asarum macranthum 大花細辛
Asarum albomaculatum 白斑細辛

## 延伸閱讀
臺灣細辛屬杜蘅組植物之系統分類與親緣地理研究